# Yggdrasil Jocs
Yggdrasil Jocs fue una editorial catalana, hoy en día ya desaparecida, con sede en Montmeló. Especializada en juegos de rol, de tablero y de cartas fue pionera en el rol en vivo en España con la publicación, en noviembre de 1995, del primer juego de rol en vivo de autoría española: Espada y brujería.

## Juegos de rol publicados
- Espada y brujería (noviembre de 1995): primer juego de rol en vivo de autoría española.

## Wargamespublicados
- Pelotón[2] (marzo de 1996)

## Juegos de cartas no coleccionables publicados
- Take Your Daughter to the Slaughter, el engendro[3] (1998): este juego de cartas paródico fue vendido en un estuche de cinta VHS con una carátula que parodiaba la carátula de la película Pulp Fiction. Además de Pulp Fiction el juego parodiaba los juegos de cartas coleccionables: la carátula del estuche del juego indicaba que se trataba de un juego de cartas no coleccionables. A pesar de que la publicación oficial del juego corrió a cargo de Yggdrasil Jocs en 1998, su presentación al público se hizo en mayo de 1996 en el número 53 de la revista Líder, página 20, en la que se indicaba cómo encargar el juego por correo.[4]

## Otras publicaciones
- No problemo[5] (abril de 1997)
- Cancionero irlandés[6] (diciembre de 1998)